# Синяково (Тотемский район)
Синяково — деревня в Тотемском районе Вологодской области.
Входит в состав Толшменского сельского поселения, с точки зрения административно-территориального деления — в Верхнетолшменский сельсовет.
Расстояние до районного центра Тотьмы по автодороге — 118 км, до центра муниципального образования села Никольское  по прямой — 19 км. Ближайшие населённые пункты — Великий Двор, Лучкино, Село.
По переписи 2002 года население — 4 человека.